# Совјетска инвазија Манџурије
Совјетска инвазија Манџурије (рус. Манчжурская стратегическая наступательная операция) или на западу позната Августовска олуја је почела 9. августа 1945. када је Совјетски Савез напао јапанску марионетску државу Манџукуо и ово је била највећа кампања Совјетско-јапанског рата, којим су обновљена непријатељства између Совјетског Савеза и Јапана после скоро 6 година мира. Уз Црвену армију тада је деловала и Монголска народна револуциона армија. Совјети су заузели Манџурију, Унутрашњу Монголију и север Кореје. За брзи пораз јапанска Квантуншке армије се тврди да је значајан чинилац у јапанској одлуци да се преда и оконча Други светски рат, пошто су Јапанци схватили да су Совјети вољни и у стању да изврше инвазију на Јапански архипелаг, после брзог освајања Манџурије и јужног Сахалина.

## Позадина операције
СССР и Јапан су прве сукобе имали још давне 1939. године у многим пограничним сукобима и на крају у бици на Халкин Голу. Због великих пораза тада, Јапан није желео да предузима војне акције против СССР-а током Другог светског рата. Совјети су имали значајан број тенкова и огроман број војника на Далеком истоку, повучени искуствима још из руско-јапанског рата. Такође Јапан је био изузетно активан у војним операцијама у Кини и на Пацифику, те би отварање фронта против СССР-а био погубан потез по Јапан.
Совјетска инвазија на Манџурију била је планирана за 14. август 1945. и то је Стаљин и истакао на конференцији у Постдаму. Ипак већ 3. августа, маршал Васиљевски је известио Стаљина да ће бити спреман да нападне Јапан за два дана ако буде потребно.
Главни окидач за покретање инвазије раније било је америчко бацање прве атомске бомбе на Хирошиму (6. августа), те бацање друге атомске бомбе на Нагасаки (8. августа). Након тога совјетске армије су почеле удружени напад на марионетску државу Манџукуо.
Дана 8. августа 1945. Совјетски Савез је објавио рат Јапанском царству. У 23. часа (по Бајкалском времену) совјетски министар спољних послова Вјечеслав Молотов уручио је објаву рата јапанском амбасадору Наотаке Сату. У 10 минута после поноћи совјетске трупе су прешле границу након снажног бомбардовања јапанских положаја у Северној Кореји и Манџурији. Совјети су започели напредовање истовремено на три фронта: на исток, север и запад (из Народне Републике Монголије) Манџурије.

## Операције
Акција је почела совјетским бомбардовањем јапанских положаја и потом брзом акцијом јединица у заузимању пре свега пограничних утврђења Квантушке Армије. Совјетска војска брзо је прегазила неспремне Јапанце нарочито на истоку Манџурије а већи део Квантушке Армије био је под претњом од опкољавања.
Брзом акцијом Јапанци су разбијени и сада су били приморани да се повлаче у унутрашњост Манџурије и њене веће градове. До 17. августа Квантушка Армија (која је бројала око 700 хиљада људи) је разбијена и то са жртвама од преко 70 хиљада мртвих. Након тога у периоду између 17. и 30. августа покренут је низ операција од стране Совјета. Разбијене су велике армије фронта и подељене су у мање самосталне корпусе, ваздушно-десантне снаге, диверзантске јединице и сличне групације како би што пре уништили остатке јапанских јединица и брзо заузели веће градове у Манџурији и Северној Кореји.
У периоду од 18. до 24. августа совјетске јединице су напале и заузеле у Чангчун, Мукден, Харбин, Гирин, Пјонгјанг, Далниј, Порт Артур и друге градове. Совјети су морали да наставе борбу са појединим јапанским јединицама које су тврдоглаво одбијале да се предају те су наставиле борбу. До 30. августа предали су се и последњи остаци јапанске војске, њих 8000.
Након тога завршено је разоружавање јапанских јединица и последње операције у Унутрашњој Монголији. Дана 3. августа, маршал Васиљевски је обавестио Стаљина о крају и успешном извршењу операције. Према званичним подацима, Јапанци су изгубили преко 700 хиљада људи (више од 640 хиљада затвореника), 4300 топова и минобацача и око 686 тенкова који су углавном заробљени. Губици совјетских трупа били су између 9 и 12 хиљада док је рањено око 25 хиљада људи.
За храброст, јунаштво и високу војну вештину показане током Манџуријске операције 93 особе, укључујући маршала Василевског, добили су титулу хероја Совјетског Савеза, 301 формација и јединица награђене су орденима, 220 формација и јединица добиле су почасна имена Амур, Мукден, Порт Артур, Усури, Харбин и други.

## Последице и значај операције
Квантушка Армија је била потпуно поражена и јапански снови о великом царству и доминацији у Кини су потпуно нестали. Након ове операције цар Хирохито је затражио од Ратног савета Јапанског царства да састави захтев о потписивању мира са Савезницима. Совјети су заробили велики број јапанских војника и ратног материјала.
И поред две бачене атомске бомбе и свих пораза на Пацифику, Јапан је одбијао да се преда. Тако да је Совјетска инвазија Манџурије свакако била битан фактор у одлуци Јапана да се преда 2. септембра 1945. године и никако не треба умањити њен значај у рату.
Ова операција је била једна од већих офанзивних акција Савезника током Другог светског рата и једна од операција која је одредила судбину рата на Далеком истоку, али и многих других ствари. Овом акцијом кинески комунисти под вођством Мао Цедунга су стекли предност у односу на Чанг Кај Шекове националисте и Куоминтанг. Такође овом акцијом Совјети су окупирали Северну Кореју и касније (9. септембра 1948) формирали Народну Демократску Републику Кореју под вођством Ким Ил Сунга.